# Lombard-Pápa TFC
El Lombard-Pápa TFC fue un club de fútbol húngaro de Pápa y fundado en 1995. El equipo disputa sus partidos como local en el Estadio Várkerti y jugó en la NB1 hasta su desaparición en 2015.

## Nombres
- Pápai ELC (1995–04)
- Lombard Pápa TFC (2004–)

## Entrenadores

### Entrenadores desde el 2000
- József Verebes (2000-01)
- Bálint Tóth (2004–05)
- Lázár Szentes (2005)
- Gyula Zsivóczky (2005)
- György Gálhidi (2005-2006)
- Gyula Zsivóczky (2006)
- Zoran Kuntić (2006-2007)
- József Kiprich (2007-2008)
- Flórián Urbán (2008)
- László Kovács (2008–09)
- György Véber (2008-2011)
- Ferenc Bene (2011-2012)
- László Kovács (interino) (2012)
- Gyula Zsivóczky (2012-2013)
- László Kovács (2013)
- Bálint Tóth (2013-2014)
- Mihály Nagy (2014)
- János Mátyus (2014–)

## Palmarés
- NBII:
  - Subcampeón: 2008–09

## Participación en competiciones de la UEFA
| Temporada | Torneo             | Ronda | Club         | Casa | Visita | Global |
| --------- | ------------------ | ----- | ------------ | ---- | ------ | ------ |
| 2005      | UEFA Intertoto Cup | 1     | WIT Georgia  | 2–1  | 1–0    | 3–1    |
| 2005      | UEFA Intertoto Cup | 2     | IFK Göteborg | 2–3  | 0–1    | 2–4    |